# بيت الأحمر (بني مطر)

تعديل مصدري - تعديل

بيت الأحمر هي إحدى قرى عزلة جبل النبي شعيب بمديرية بني مطر التابعة لمحافظة صنعاء، بلغ تعداد سكانها 336 نسمة حسب تعداد اليمن لعام 2004.